# No Lie (Sean Paul)
No Lie è un singolo del rapper giamaicano Sean Paul, pubblicato il 18 novembre 2016 come primo estratto dal settimo album in studio Mad Love: The Prequel.

## Descrizione
Il brano, che vede la partecipazione della cantante britannica Dua Lipa, è stato incluso anche nella riedizione del primo album in studio di quest'ultima, Dua Lipa: The Complete Edition.

## Video musicale
Nel gennaio 2017 viene pubblicato il video del brano, che vede Paul e Lipa intenti a ballare in diversi luoghi nei quali sono presenti degli specchi.

## Tracce
Testi di Sean Paul Henriques, Andrew Jackson, Emily Warren, Jamie Sanderson e Philip Kembo, eccetto dove indicato.
Download digitale
1. No Lie (feat. Dua Lipa) – 3:41

Download digitale – Remixes
1. No Lie (feat. Dua Lipa) (Sam Feldt Remix) – 2:52
2. No Lie (feat. Dua Lipa) (Delirious & Alex K Remix) – 4:18

CD singolo (Germania, Austria e Svizzera)
1. No Lie (feat. Dua Lipa) – 3:41
2. Tek Weh Yuh Heart (feat. Tory Lanez) – 3:46 (Sean Paul Henriques, Daystar Peterson, Donovan Bennett, Matthew Keaveny, Ashton Combs, Gwendolyn Lorraine Bunn)

## Formazione
- Sean Paul – voce
- Dua Lipa – voce aggiuntiva
- Philip Kembo – produzione
- Sermstyle – co-produzione
- Paul Bailey – ingegneria del suono
- James Royo – missaggio
- Barry Grint – mastering

## Classifiche

### Classifiche settimanali
| Classifica (2017-21) | Posizione massima |
| -------------------- | ----------------- |
| Austria              | 10                |
| Belgio (Fiandre)     | 44                |
| Belgio (Vallonia)    | 18                |
| Bulgaria             | 3                 |
| Francia              | 27                |
| Germania             | 10                |
| India                | 7                 |
| Irlanda              | 31                |
| Italia               | 11                |
| Paesi Bassi          | 14                |
| Polonia              | 6                 |
| Portogallo           | 66                |
| Regno Unito          | 10                |
| Repubblica Ceca      | 48                |
| Romania              | 6                 |
| Russia               | 7                 |
| Slovacchia           | 29                |
| Slovenia             | 28                |
| Svizzera             | 32                |
| Ucraina              | 80                |
| Ungheria             | 28                |

### Classifiche di fine anno
| Classifica (2017) | Posizione |
| ----------------- | --------- |
| Belgio (Vallonia) | 75        |
| Francia           | 87        |
| Germania          | 83        |
| Italia            | 16        |
| Perù              | 75        |
| Polonia           | 39        |
| Regno Unito       | 67        |
| Russia            | 32        |
| Svizzera          | 65        |
| Classifica (2022) | Posizione |
| India             | 17        |

## Date di pubblicazione
| Paese  | Data di pubblicazione | Formato                      | Etichetta        | Note   |
| ------ | --------------------- | ---------------------------- | ---------------- | ------ |
| Mondo  | 18 novembre 2016      | Download digitale, streaming | Island           | [ 37 ] |
| Italia | 20 gennaio 2017       | Contemporary hit radio       | Universal Italia | [ 38 ] |